# In a Monastery Garden
In a Monastery Garden é um filme de drama produzido no Reino Unido, dirigido por Maurice Elvey e lançado em 1935.